# Eupithecia langeata
Eupithecia langeata là một loài bướm đêm trong họ Geometridae.